# Rezerwat przyrody Łężczok
Rezerwat przyrody Łężczok (do 2015 roku Łężczak) – wodny rezerwat przyrody w województwie śląskim, w powiecie raciborskim położony pomiędzy Raciborzem, Nędzą, Zawadą Książęcą i Babicami. Znajduje się na terenie Parku Krajobrazowego „Cysterskie Kompozycje Krajobrazowe Rud Wielkich”. Posiada bogatą faunę oraz florę, podziwiać można w nim m.in. ponad połowę gatunków ptaków żyjących w Polsce. Przechodzą przez niego dwa szlaki turystyczne oraz jedna trasa rowerowa. Status rezerwatu posiada od 23 stycznia 1957 roku.
Początkowo zajmował powierzchnię 396,21 ha, był jednak powiększany – po raz ostatni w 2015 roku do 477,38 ha.
Rezerwat położony jest na terenie Nadleśnictwa Rudy Raciborskie. Nadzór sprawuje Regionalny Konserwator Przyrody w Katowicach. Rezerwat nie posiada planu ochrony, obowiązują w nim jednak zadania ochronne, na mocy których obszar rezerwatu podlega ochronie czynnej.

## Geografia
Rezerwat położony jest w Kotlinie Raciborskiej, w południowo-zachodniej części województwa śląskiego, w powiecie raciborskim. Swoim obszarem rozciąga się od Raciborza, a dokładniej jego dzielnicy Markowice przez Nędzę, Babice aż po Zawadę Książęcą. Teren rezerwatu ograniczony jest od wschodu linią kolejową nr 151 biegnącą z Kędzierzyna-Koźla do Chałupek.
Jest jednym z największych w województwie śląskim. Jego powierzchnia wynosi obecnie 477,38 ha. Przed powiększeniem w 2015 roku zajmował 408,9 ha, z czego 245 ha stanowiły stawy, 144 ha lasy, 7 ha łąki, zaś pozostałą część drogi i groble. Łężczok sąsiaduje z użytkami zielonymi i polami uprawnymi. Rezerwat jest częścią Parku Krajobrazowego „Cysterskie Kompozycje Krajobrazowe Rud Wielkich”.
Na terenie rezerwatu znajduje się 8 stawów: Ligotniak, Brzeziniak, Babiczak, Grabowiec, Tatusiak, Markowiak, Salm Duży i Salm Mały. Stawy te istnieją już od XIII wieku i prowadzona jest na nich ekstensywna gospodarka rybacka.

Rezerwat Łężczok przed powiększeniem z 2015 roku. Stawy: 1 – Brzeziniak, 2 – Babiczak Południowy, 3 – Babiczak Północny, 4 – Salm Duży, 5 – Salm Mały, 6 – Tatusiak, 7 – Grabowiec

## Pochodzenie nazwy
Rezerwat swoją nazwę wywodzi z języka staropolskiego od słów łęg, łęgi, które oznaczały podmokłe tereny porośnięte lasem, las, łąkę na błotach. W związku z tym pobliska, położona na północny zachód od rezerwatu wieś nosi także nazwę Łęg, a struga przepływająca przez rezerwat – Łęgoń. W latach międzywojennych nazwa występowała w formie Lensczok, a w latach 50. i 60. XX w. także w formie Lenszczok jako wynik wpływów kartografii niemieckiej.

## Historia obszaru i jego ochrony

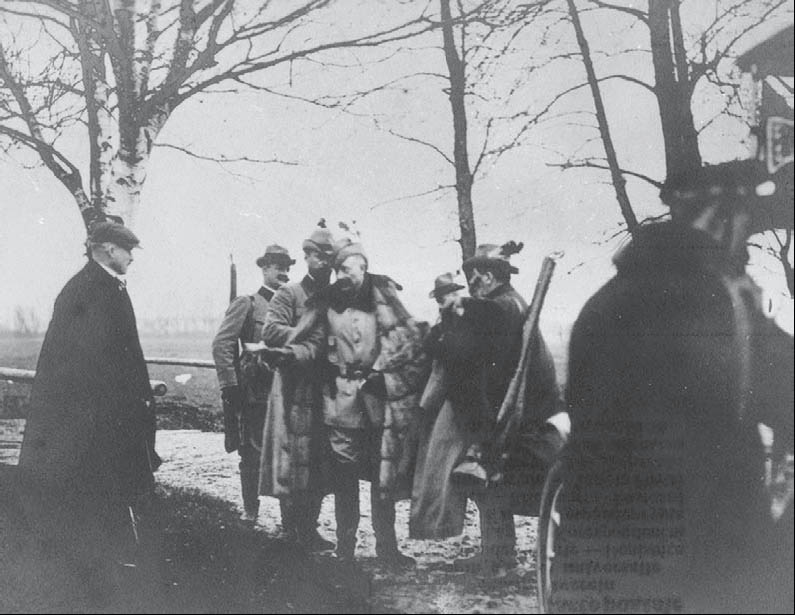
Wilhelm II, cesarz niemiecki na polowaniu nieopodal Łężczoka w 1906 roku

Najstarsze wzmianki historyczne o tych terenach pochodzą z XIII wieku, według nich miejscowa ludność uprawiała tutaj gospodarkę stawową. Ze źródeł historycznych wynika, że oprócz hodowli ryb przez majątki dworskie, w niektórych stawach ryby hodowały także gospodarstwa chłopskie. W XIV wieku ziemie te przeszły w ręce zakonu cystersów z Rud. Cystersi wykorzystali starorzecze Odry tworząc system sztucznych zbiorników poprzez budowę śluz i grobli. Oprócz stworzenia nowych zbiorników uregulowali także te już istniejące.

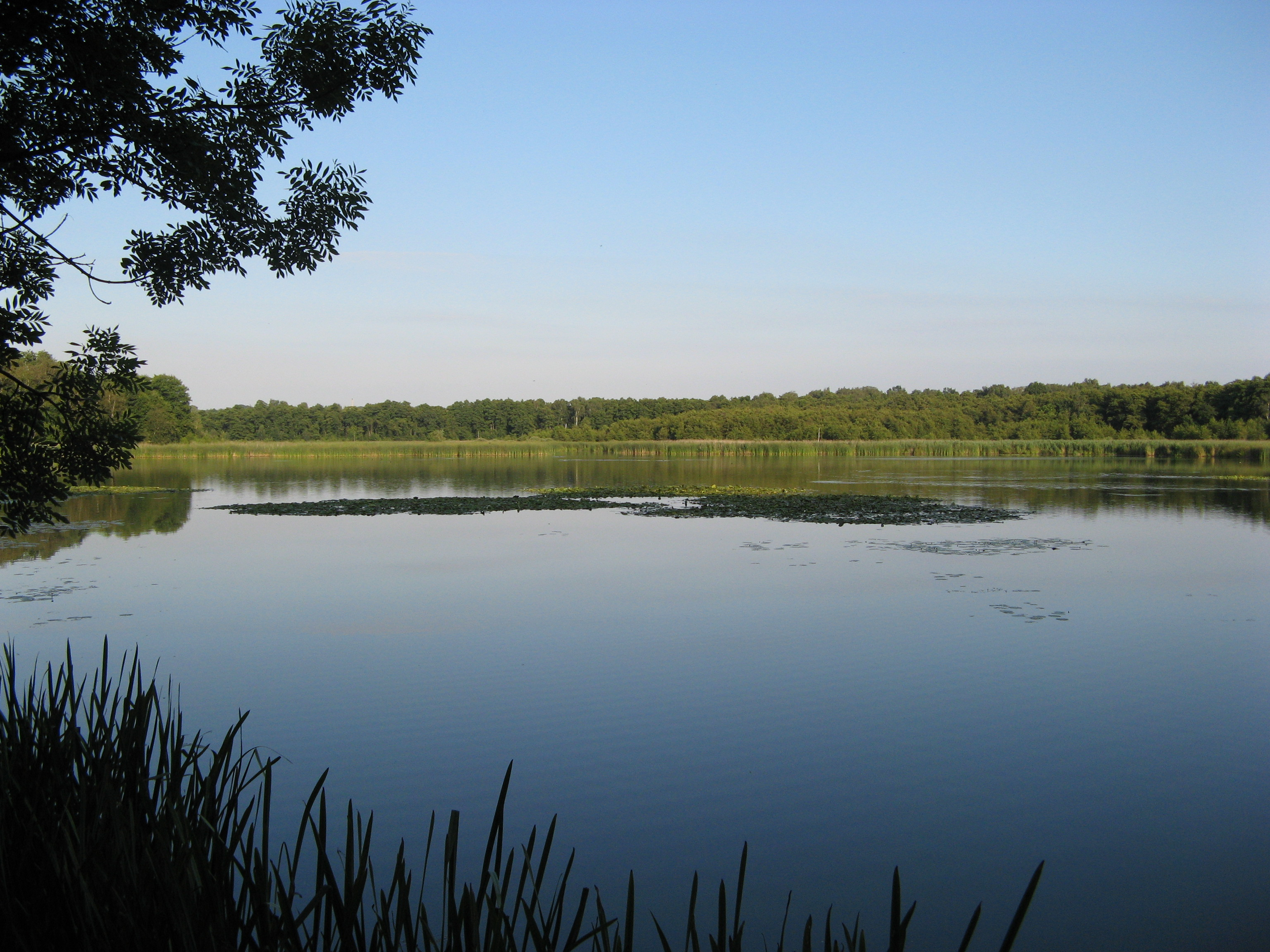
Panorama na najmniejszy ze stawów rezerwatu Brzeziniak

W 1683 roku król Jan III Sobieski zmierzając na odsiecz Wiedniowi przejeżdżał drogą między stawami i prawdopodobnie posadził tutaj kilka dębów (w celu upamiętnienia tego wydarzenia poprowadzono przez Łężczok czerwony szlak Husarii Polskiej). W 1783 roku cystersi postawili przy drodze przebiegającej przez las dworek myśliwski.
W 1810 roku w związku z kasacją zakonu cystersów ich majątek przeszedł w ręce landgrafa heskiego Amadeusza z Hesji-Rotenburga, a następnie w ręce książąt pruskich Hohenlohe-Waldenburg-Schillingsfürst, a właściwie siostrzeńca żony Amadeusza, Wiktora Maurycego von Hohenlohe-Waldenburg-Schillingsfürst. Nowi właściciele dokonali przebudowy stawów i lasów poprzez wprowadzenie monokultury świerkowej oraz założyli hodowlę bażantów w celach łowieckich. Kiedy te tereny były w posiadaniu rodu Hohenlohe prowadzone były tutaj badania, m.in. przez niemieckiego lekarza, badacza kultury i przyrody Juliusza Rogera oraz przyrodnika Emila Fieka. W 1906 i 1910 roku na tych terenach uczestniczył w polowaniach cesarz niemiecki Wilhelm II wraz z księciem raciborskim, Wiktorem III. W 1922 roku szczególne walory przyrodnicze tych terenów spowodowały wpisanie ich do rejestru pomników przyrody. W 1945 roku na mocy dekretu PKWN tereny te stały się własnością państwa. 23 stycznia 1957 roku zarządzeniem Ministra Leśnictwa i Przemysłu Drzewnego tereny te stały się rezerwatem przyrody pod nazwą Łężczak. W 1993 roku rezerwat wszedł w obszar Parku Krajobrazowego Cysterskie Kompozycje Krajobrazowe Rud Wielkich. W 2009 roku ze względu na zły stan m.in. grobli, zdecydowano o czasowym zamknięciu rezerwatu, a ze stawów spuszczono wodę. Po uzyskaniu unijnego dofinansowania, kosztem 5 mln złotych przeprowadzono modernizację, naprawiono groblę, wybudowano sztuczne wyspy na stawach. Całość ponownie otwarto w grudniu 2012 roku. Od 16 października 2015 roku, na podstawie zarządzenia regionalnego dyrektora ochrony środowiska w Katowicach, oficjalna nazwa rezerwatu to Łężczok.

## Flora

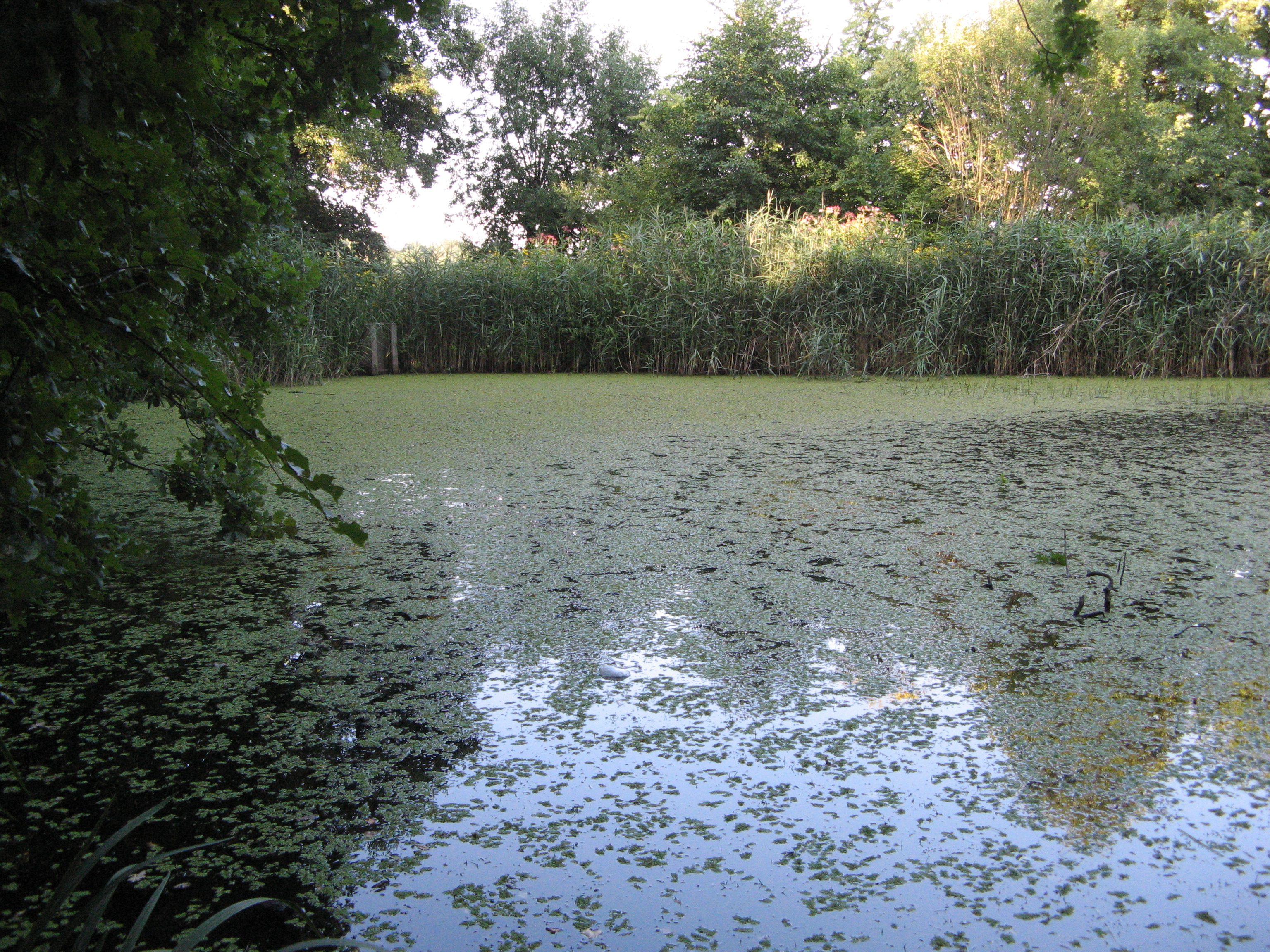
Naturalne stanowisko salwinii pływającej na jednym ze stawów w rezerwacie przyrody Łężczok

Obszary leśne w rezerwacie zdominowane są przez starodrzewia o budowie dwupiętrowej, które nadają mu specyficzny charakter wyglądem przypominający wnętrze puszczy. 64% lasów w rezerwacie zajmują drzewostany, których wiek to ponad 100 lat. Wśród nich warto wyróżnić okazy dębów szypułkowych o potężnych rozmiarach, których wiek szacuje się na 330–400 lat.
Na uwagę zasługują także groble obsadzone różnymi gatunkami drzew, które tworzą aleje lipową, dębową, grabową i śródpolną. W rezerwacie drzewa, które osiągają największe rozmiary to: buki, lipy i dęby. Drzewa, które rosną na groblach współkształtują makroklimat rezerwatu, bowiem pełnią rolę pasów wiatrochronnych. Pustą przestrzeń w biegnących alejkach wypełniają krzewy, a całość stanowi doskonałą niszę ekologiczną dla wielu gatunków roślin, grzybów, a także zwierząt. Usytuowanie w pobliżu Bramy Morawskiej, czynniki geograficzne i klimatyczne oraz działalność gospodarcza w przeszłości spowodowały, że te aleje drzew wiodące przez groble są jedną z unikatowych cech tego rezerwatu.
Różnorodność siedlisk na terenie rezerwatu znajduje odzwierciedlenie w bogactwie zbiorowisk roślinnych oraz gatunków roślin. Szatę roślinną reprezentuje ponad 40 zespołów roślinnych, w tym pięć zbiorowisk leśnych. Pierwszy z nich to grąd subkontynentalny, który znajduje się w zachodniej części rezerwatu. W zespole tym występują takie drzewa jak dęby, graby, lipy drobnolistne, modrzewie, sosny wejmutki i brzozy. Ta część lasu posiada także bujne runo leśne. Kolejny zespół leśny to łęg jesionowo-wiązowy, w którym można spotkać takie gatunki drzew jak jesiony, dęby szypułkowe, klony oraz sporadycznie wiązy oraz graby. Jest to jeden z najlepiej zachowanych zespołów leśnych na terenie rezerwatu, jak i całego terenu doliny Odry. Olszowy łęg przypotokowy to kolejny zespół leśny w rezerwacie, w którym dominują takie gatunki drzew jak olsza czarna z występującym sporadycznie jesionem, dębem szypułkowym oraz świerkiem. Zespół ten występuje przy wschodniej granicy rezerwatu. Kolejny zespół to ols porzeczkowy, w którym można wyróżnić olszę czarną. Ols znajduje się na północny wschód od stawów Salm Mały i Salm Duży. Ostatnim zespołem jest kwaśna dąbrowa, w której występują takie gatunki drzew jak dąb szypułkowy i brzoza brodawkowata oraz sporadycznie sosna pospolita. Zespół ten posiada najbardziej ubogie i kwaśne gleby w rezerwacie.
Wśród dużej liczby zespołów nieleśnych należy wymienić zbiorowiska roślinności wodnej (m.in. zespół kotewki orzecha wodnego i zespół lilii wodnych), zbiorowiska strefy przybrzeżnej (m.in. szuwar z pałką szerokolistną, szuwar z pałką wąskolistną, szuwary turzycowe i szuwar trzcinowy) oraz zbiorowiska łąkowe (m.in. łąka z sitowiem leśnym, łąka trzęślicowa i łąka rajgrasowa).

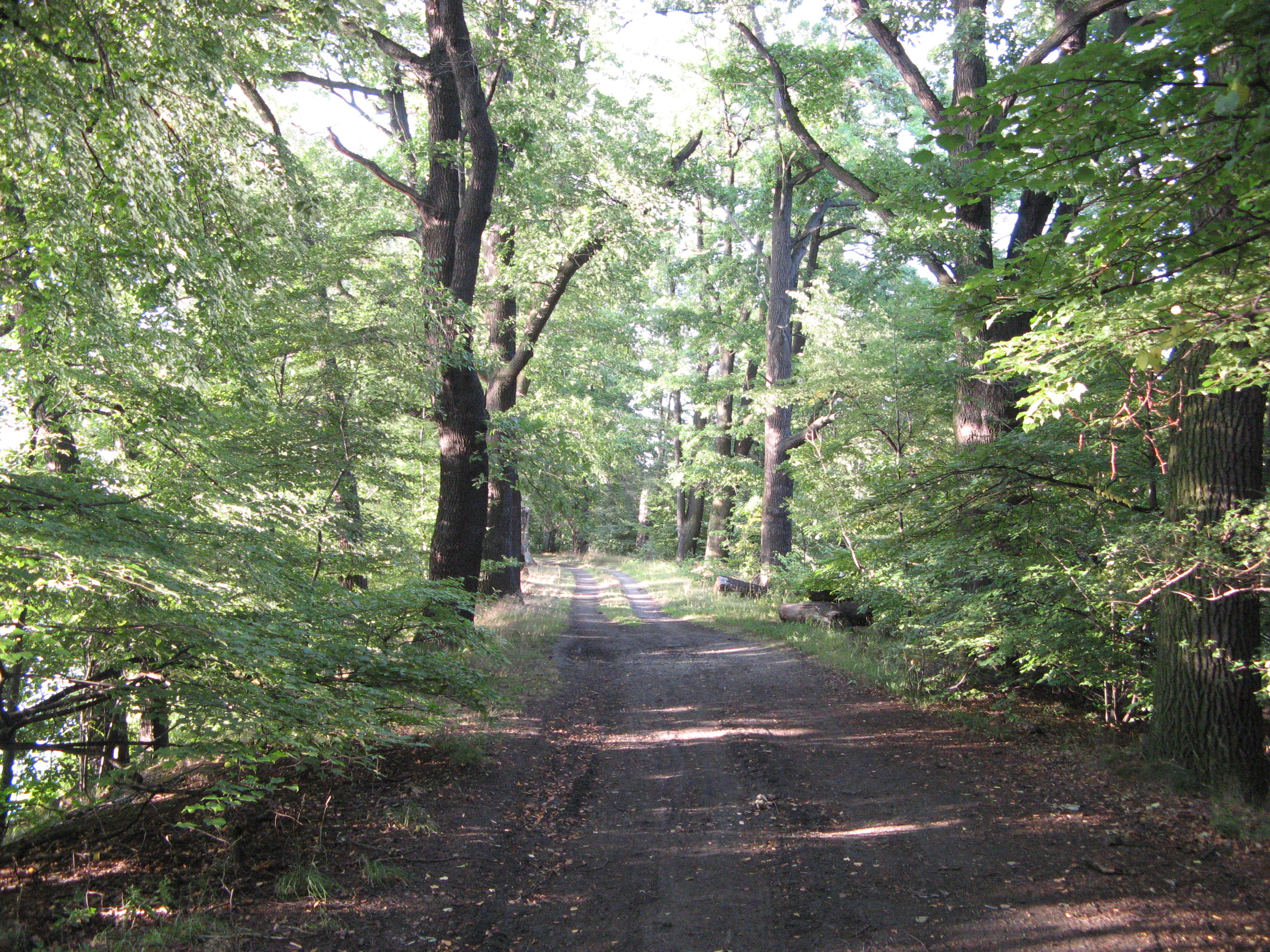
Aleja drzew pomnikowych na grobli rozdzielającej stawy

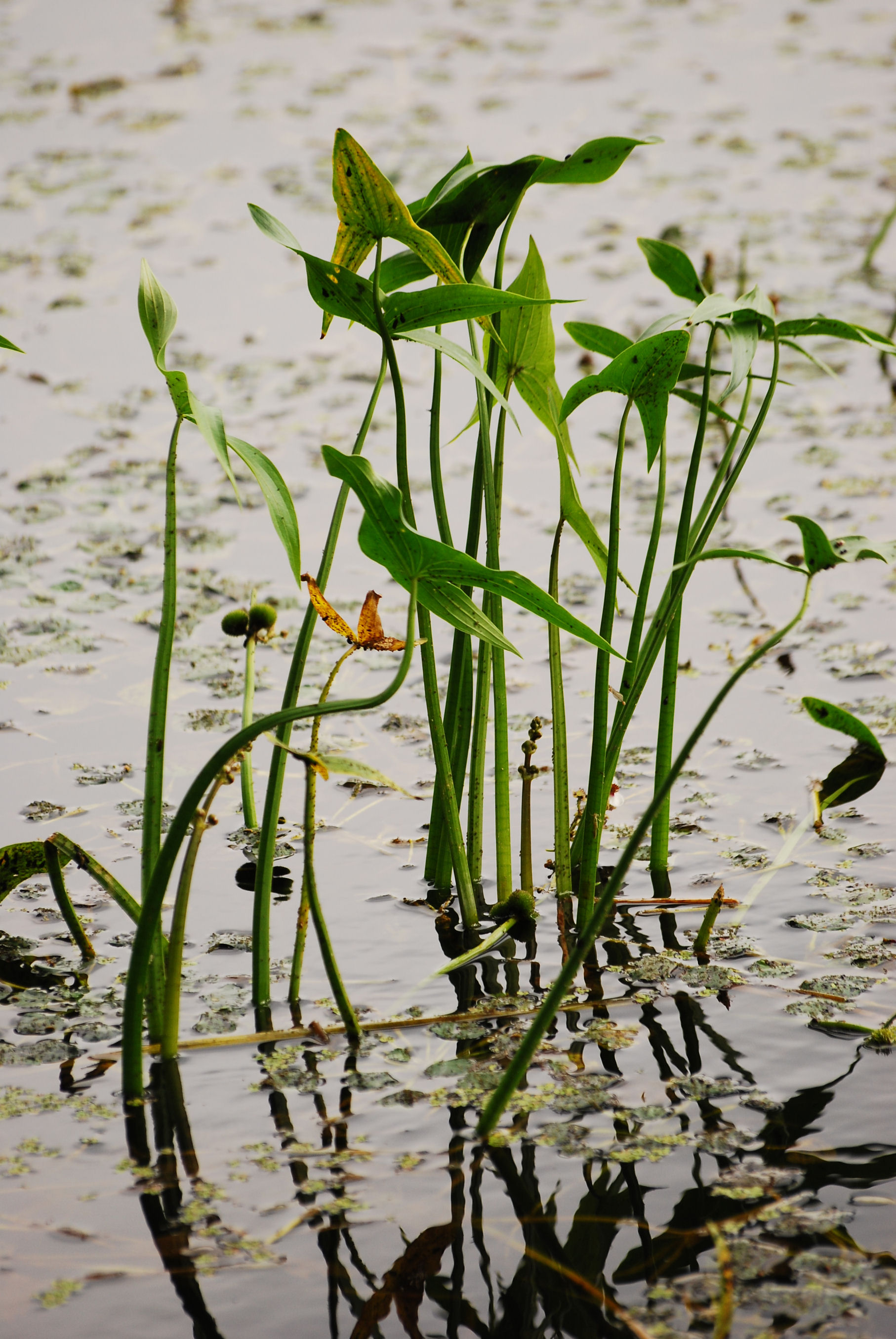
Strzałka wodna

W zachodniej części rezerwatu na wiosnę zakwitają m.in. śnieżyczka przebiśnieg, cebulica dwulistna, zawilec gajowy, groszek wiosenny, fiołek leśny, gajowiec żółty, czosnek niedźwiedzi, kokorycz pełna i pusta, marzanka wonna oraz dąbrówka rozłogowa. Natomiast we wschodniej części możemy spotkać krzewinki, takie jak wrzos, borówka czarna, barwinek pospolity. Na tych terenach można znaleźć także zioła. Przy brzegach stawów, gdzie grunty są lekko podtopione oraz na terenach błotnych spotkamy takie gatunki jak tarczyca pospolita, krwawnica pospolita, bylica, rdest powojowy, kosaciec żółty, jaskier wielki oraz turzyca. W rezerwacie można dostrzec torfowiska, które tworzą się w miejscach, gdzie stawy uległy znacznemu spłyceniu. Stawy porastają rośliny o kłączach i korzeniach zanurzonych w wodzie, wśród których warto wymienić takie gatunki jak trzcina pospolita, pałka szerokolistna, tatarak zwyczajny, jeżogłówka gałęzista, moczarka kanadyjska i strzałka wodna. Inną grupę stanowią rośliny, których korzenie są przyczepione do dna zbiorników, a na powierzchni wody pływają ich liście oraz kwiaty. Warto tutaj wymienić stanowiska rdestu ziemnowodnego, grzybieni białych, grążela żółtego, pływacza oraz trzeciorzędowego reliktu – kotewki orzecha wodnego. Oprócz tego po stawach swobodnie pływają takie rośliny jak salwinia pływająca, żabiściek pływający czy rzęsy. Ostatnia grupa roślin to rośliny podwodne, wśród których możemy wymienić rogatka sztywnego i krótkoszyjkowego, wywłócznika kłosowego oraz moczarkę kanadyjską.
Łąki obecne w Łężczoku porastają takie gatunki roślin jak storczyk szerokolistny, zimowit jesienny, kupkówka, tomka, kłosówka, koniczyna, komonica, wyka, złocień, przywrotnik, rdest wężownik i niezapominajka błotna.

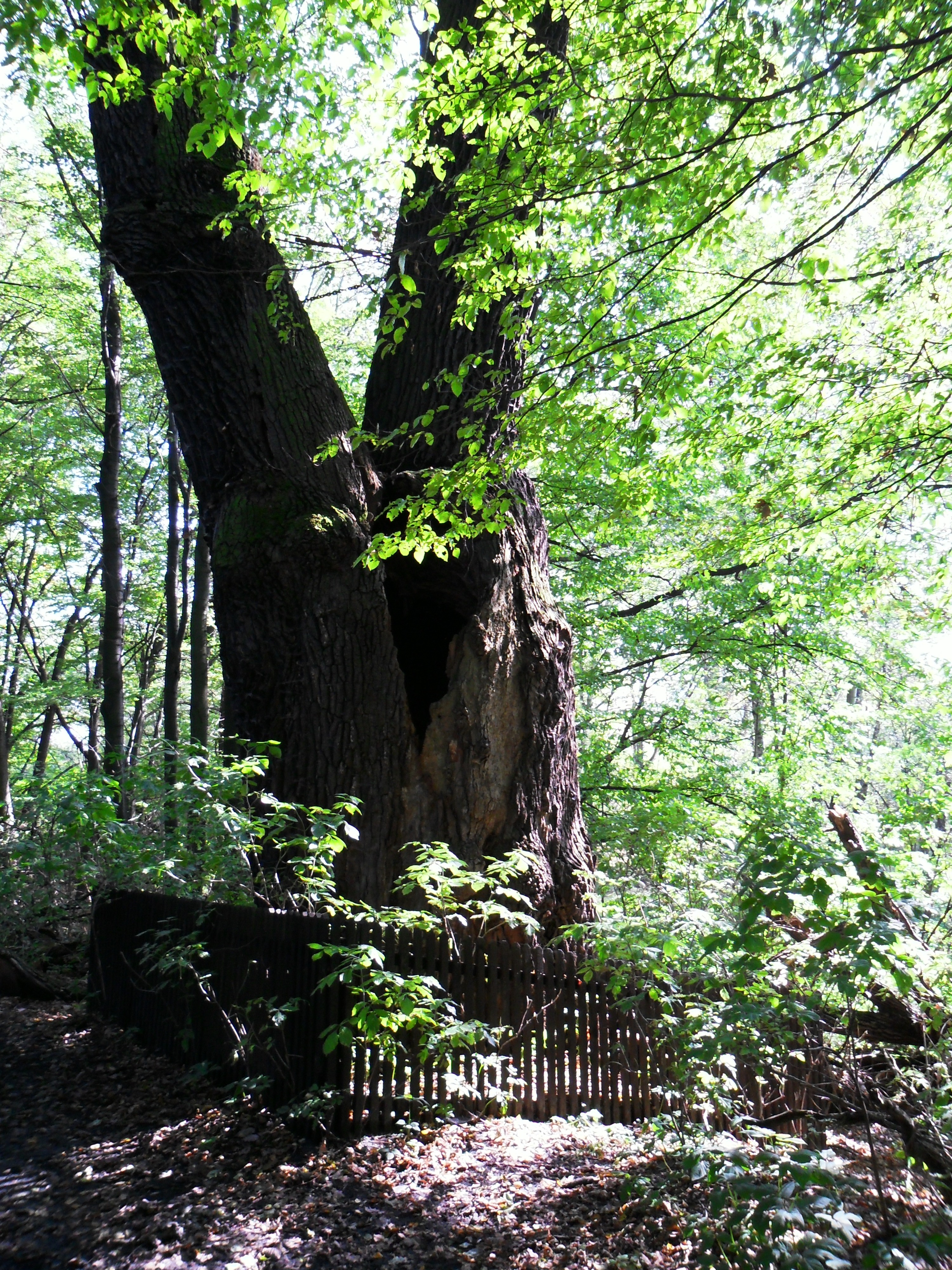
Dąb Sobieskiego

Florę rezerwatu reprezentuje 530 gatunków roślin naczyniowych, z czego 22 objęte są ochroną. Są to: grzybienie białe, grążele żółte i białe, salwinia pływająca oraz kotewka orzecha wodnego, która w skali kraju zagrożona jest wyginięciem. W runie leśnym możemy wymienić śnieżyczkę przebiśnieg i cebulicę dwulistną. Wśród roślin chronionych warto wymienić rzadki gatunek storczyka, kruszczyk połabski. Pod ochroną znajdują się także cztery gatunki grzybów: podgrzybek pasożytniczy, flagowiec olbrzymi, żagwica listkowata oraz sromotnik bezwstydny. Rośliny objęte ochroną na terenie rezerwatu to także wawrzynek wilczełyko, bluszcz pospolity oraz kruszczyk rdzawoczerwony. Znajduje się tutaj także pomnik przyrody (tzw. Dąb Sobieskiego), którym jest dąb szypułkowy o pierśnicy wynoszącej 690 cm. Na terenie Łężczoka bytowała kiedyś owadożerna aldrowanda pęcherzykowata, a na torfowiskach można jeszcze dostrzec rosiczkę okrągłolistną.

## Fauna

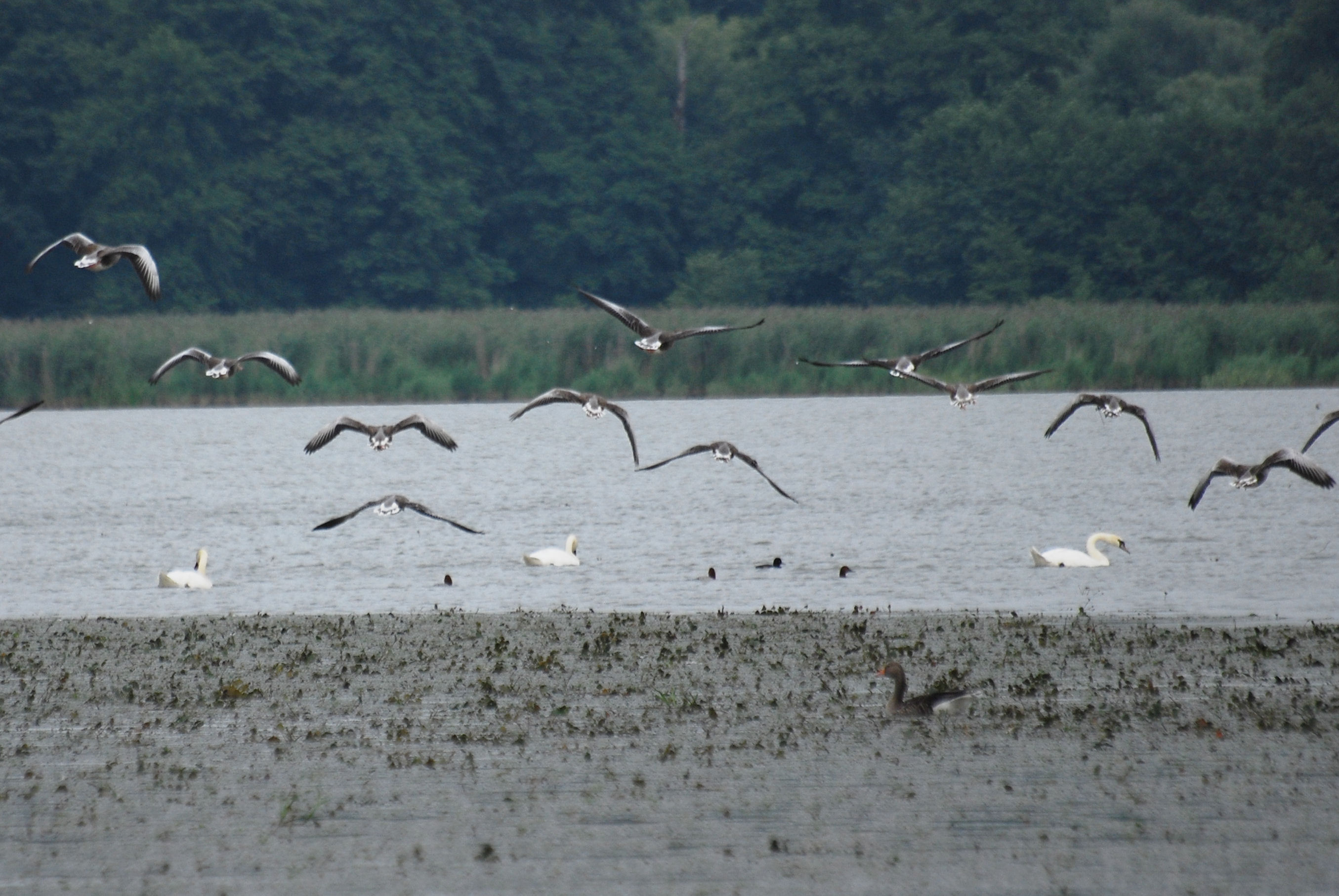
Ptactwo w rezerwacie Łężczok

Na terenie rezerwatu żyje 51% gatunków ptaków żyjących w Polsce, czyli ponad 190 gatunków, z czego 115 to gatunki lęgowe. Reszta wykorzystuje te tereny jako miejsce zdobywania pokarmu oraz odpoczynku podczas wędrówek. Rezerwat Łężczok jest świetnym terenem do prowadzenia obserwacji przyrodniczych, szczególnie dla ornitologów. Pod względem liczby gatunków ptaków rezerwat zajmuje drugie miejsce w Polsce zaraz po rezerwacie przyrody Stawy Milickie. Ze względu na liczne stawy występuje tutaj wiele ptaków wodno-błotnych. W związku z tym w rezerwacie w okresie lęgowym można spotkać takie gatunki ptaków jak perkozy (dwuczubego i zausznika), bąki, kormorany, gęgawy i kaczki (krakwę, cyrankę, płaskonosa, głowienkę, czernicę i hełmiatkę). Hełmiatka regularnie bytuje na terenie rezerwatu, co czyni go jednym z trzech takich miejsc w Polsce. W Łężczoku zaobserwowano także zanikający gatunek podgorzałki, a także strumieniówki, muchołówki białoszyjej, czapli purpurowej i modronosej, warzęchy, bernikli białolicej, bernikli rdzawoszyjej, szablodzioba, rybitwy białowąsej oraz kaniuka (jako jednego w Polsce). Oczywiście na tych terenach gnieżdżą się również inne gatunki ptaków oprócz wodno-błotnych, wśród których warto wymienić dzięcioły oraz ptaki drapieżne takie jak myszołów zwyczajny, jastrząb, pustułka, krogulec, błotniak stawowy, trzmielojad i kania czarna. Poza sezonem lęgowym możemy spotkać bielika, orlika krzykliwego, rybołowa, bociana czarnego, czaplę siwą, łabędzia niemego i mewę śmieszkę.

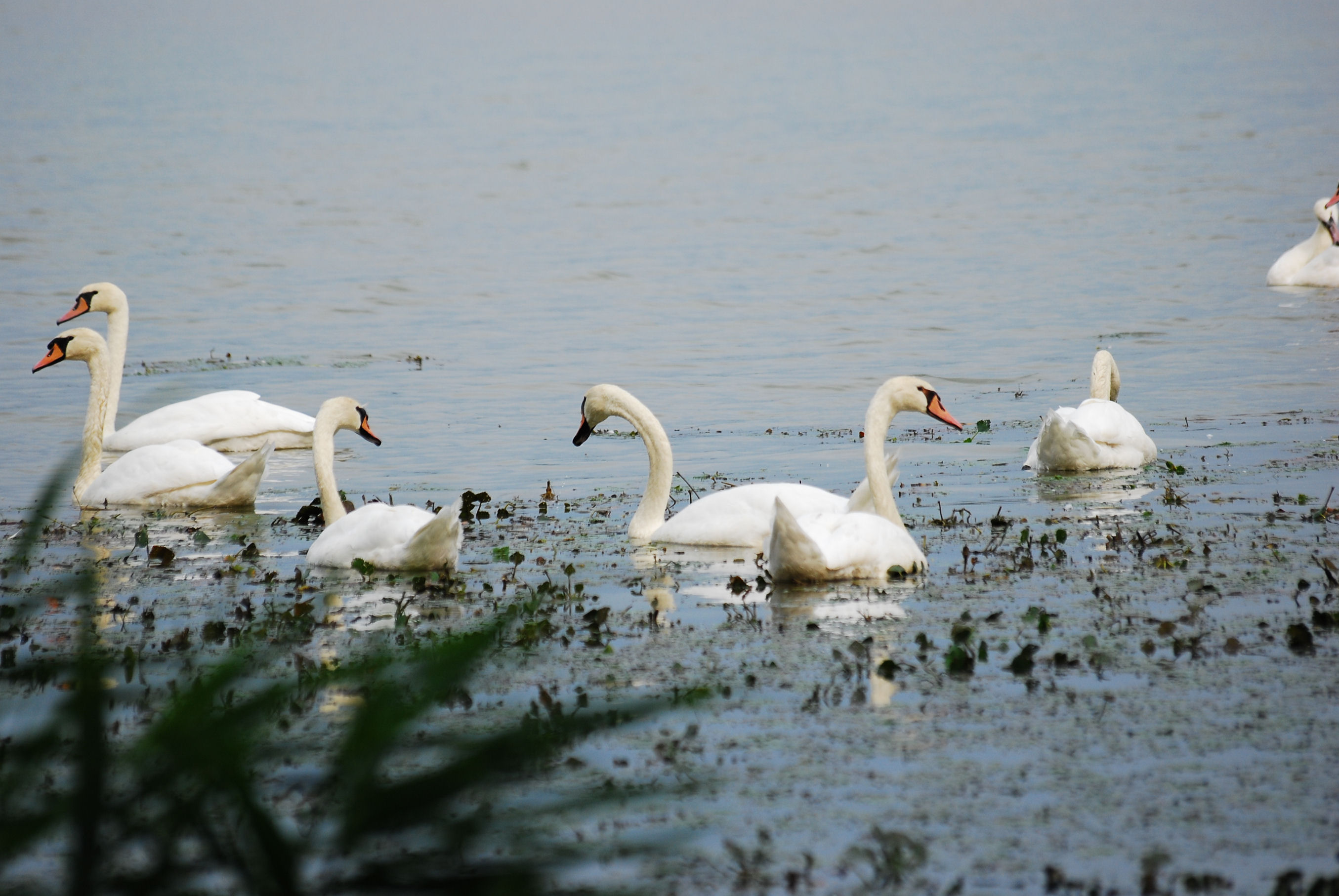
Łabędź niemy

Poza licznym i różnorodnym ptactwem tereny rezerwatu zamieszkiwane są przez licznych reprezentantów płazów i gadów. Wśród płazów warto wymienić kumaka nizinnego, grzebiuszkę, traszki, ropuchę szarą i zieloną oraz rzekotkę drzewną. Natomiast gady występujące na tych terenach to jaszczurka zwinka i jaszczurka żyworódka, żmija zygzakowata oraz zaskroniec zwyczajny.
W rezerwacie doliczono się także wiele gatunków owadów, a wśród nich przede wszystkim licznych okazów ważek, trzmieli, motyli dziennych.
Ostatnia grupa zwierząt występująca w rezerwacie to ssaki, które są reprezentowane przez 23 gatunki. Wśród nich warto wymienić jeża, ryjówkę aksamitną, nietoperze, piżmaka oraz drapieżniki takie jak lis, kuna domowa, tchórz, łasica oraz borsuk.
W rezerwacie występują zwierzęta, które podlegają ochronie. Należą do nich ślimak winniczek, tęcznik, rzekotka drzewna, ropucha, huczek ziemny, kumak nizinny, traszki, jaszczurka zwinka, mewa śmieszka, perkozy, blaszkodziobe, kormoran czarny, bociany, bąk, bączek, orlik, myszołów, sowa, wilga, pełzacz leśny, muchołówka, kos, ryjówka, kret, jeż, nietoperz, kuna domowa i łasica. Warto wymienić, że spośród 22 gatunków nietoperzy występujących w Polsce, aż dziesięć z nich występuje na terenie Łężczoka. Są to: nocek duży, nocek Natterera, nocek wąsatek, nocek Brandta, karlik malutki, gacek brunatny i borowiaczek. Ostatni z nich znajduje się w polskiej czerwonej księdze ginących zwierząt.

## Turystyka

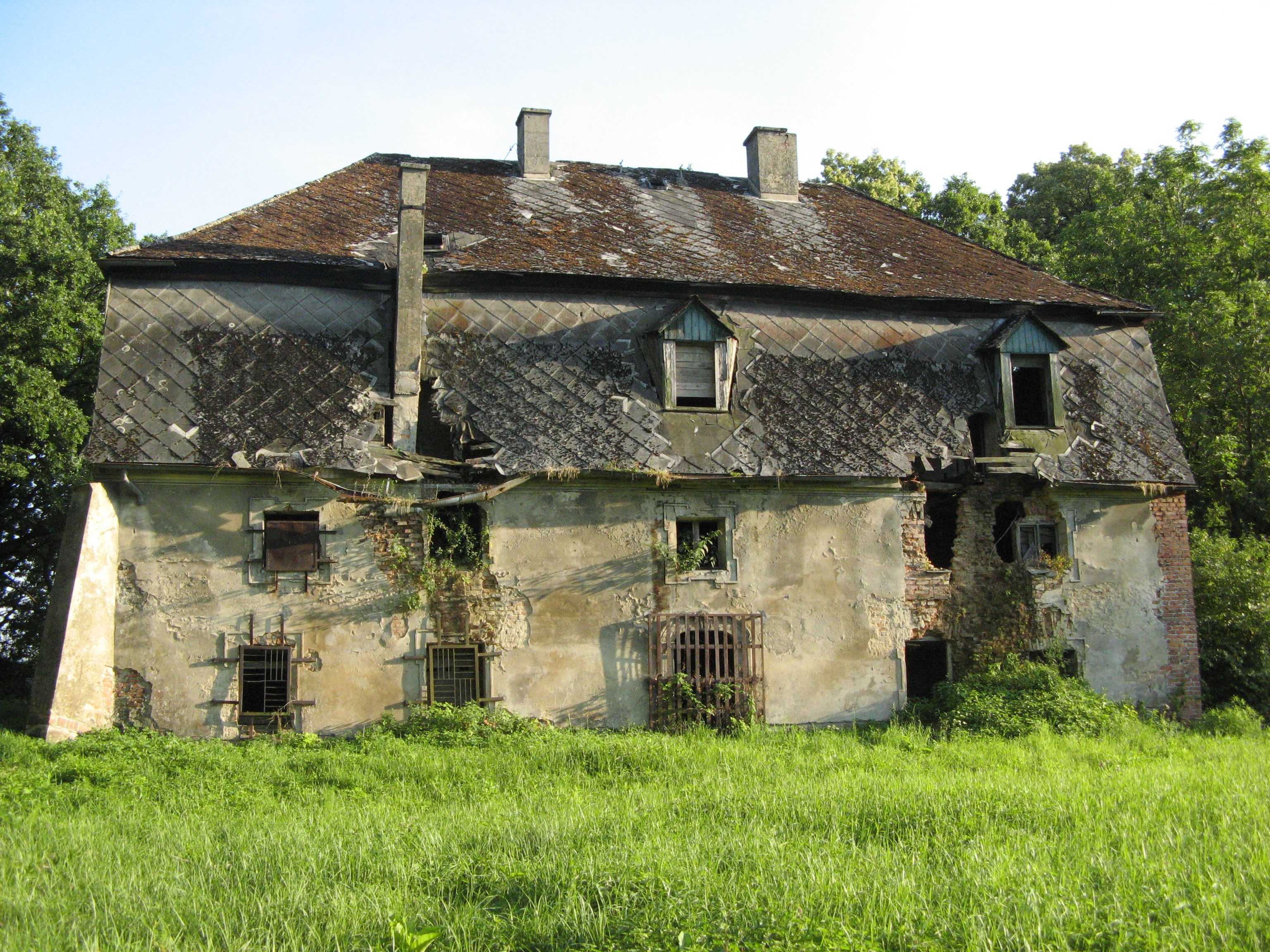
Zabytkowy pocysterski dworek myśliwski w obrębie rezerwatu

### Dworek myśliwski
W południowej części rezerwatu, między stawami Grabowiec oraz Brzeziniak znajduje się zabytkowy dworek myśliwski. Wybudowany został w 1783 roku przez zakon cystersów, do których należały te ziemie. W wyniku kasaty klasztoru, w 1810 roku dworek przeszedł w ręce książąt raciborskich, którzy odpoczywali w nim po polowaniach. Po wojnie mieściła się tutaj gajówka, a obecnie budynek jest w ruinie.

### Szlaki turystyczne
Przez teren rezerwatu przebiegają dwa szlaki turystyczne oraz jedna trasa rowerowa. Są to:
- Szlak im. Polskich Szkół Mniejszościowych
  - Trasa: Chałupki → Tworków → Racibórz → Markowice → Łężczok → Łęg → Kuźnia Raciborska → Bierawa
- Szlak im. Husarii Polskiej[11]
  - Trasa: Będzin → Bytom → Tarnowskie Góry → Gliwice → Rudy → Łężczok → Racibórz → Pietrowice Wielkie → Krzanowice
- Trasa 344-Z[27]
  - Trasa: Markowice → Łężczok → Nędza → Ciechowice → prom → Łubowice → Czerwięcice → Błażejowice → Łany → Polska Cerekiew

### Ścieżki dydaktyczne
Na terenie rezerwatu wytyczono sześć ścieżek dydaktycznych. Pierwsza z nich to ekosystem wodny stawów Brzeziniok i Grabowiec podczas której można obserwować lilie wodne (grzybienie białe i grążele żółte). Kolejna ścieżka to aleja drzew pomnikowych, gdzie możemy zaobserwować pomnikowe dęby i buki wraz z interesującymi okazami nadrzewnych grzybów. Trzecia ścieżka: ekosystem łąkowy pozwala na obserwację zimowita jesiennego, a także półnaturalne zbiorowiska łąkowe. Następna ścieżka dydaktyczna to ekosystem leśny (łęgowe i grądowe fragmenty rezerwatu), na której warto zwrócić uwagę na naturalne fitocenozy leśne oraz wczesnowiosenną roślinność runa leśnego, w tym geofity: śnieżyczka przebiśnieg, cebulica dwulistna oraz czosnek niedźwiedzi. Piąta ścieżka: ekosystem wodny stawów Salm Duży i Babiczok Płn. pozwala zwrócić uwagę na roślinność wodną, która jest wynurzona, czyli kotewkę orzecha wodnego, a także lęgowych i przelotnych ptaków wodno-błotnych. Znajduje się tutaj miejsce żerowania bociana czarnego i bielika. Ostatnia ścieżka dydaktyczna to ekosystem wodny stawu Babiczok Płd., na której obserwujemy salwinię pływającą oraz wyspy z kolonią lęgową mewy śmieszki, rybitwy zwyczajnej i perkoza zausznika.

## Ludzie związani z Łężczokiem
Z Łężczokiem związany był niemiecki poeta romantyczny, Joseph von Eichendorff. Swoje młodzieńcze lata spędzał w rodzinnym zamku w Łubowicach, a Łężczok odwiedzał podczas licznych polowań, w których brał udział. Wspominał o tym w swoich pamiętnikach:

Następnie wielkie polowanie na kaczki i słonki na stawie Brzezina zakończone piciem wina na grobli. Hurra, wiwat, salwy. Rzucano do góry próżną beczułkę po winie i wszyscy ją przestrzeliwali w locie.

W 1906 i 1910 roku na tych terenach uczestniczył w polowaniach cesarz niemiecki Wilhelm II. Drugie z nich przeszło do historii w wyniku skandalu jaki wtedy miał miejsce. Wiktor III August von Ratibor, aby zadowolić cesarza kupił setki sztuk ptactwa łownego, które wypuścił w lesie. W ciągu pięciu godzin cesarz ustrzelił 738 bażantów, 3 głuszce oraz po jednym zającu i sójce, oddając przy tym średnio 2,5 celnego strzału na minutę i zużywając ponad tysiąc sztuk amunicji. Upolowane głuszce zostały specjalnie sprowadzone do Łężczoka na polowanie, podobnie jak azjatycki bażant złocisty, który trafił tutaj za sprawą barona von Reibnitza. Jednak nikomu nie udało się go upolować. Prawdziwy skandal wybuchł po opublikowaniu relacji z polowania w piśmie Myślistwo w słowach i obrazach, gdzie ukazała się informacja, że bażanty były trzymane w koszach i dopiero kiedy cesarz zajął stanowisko strzeleckie zostały wypuszczone. Mimo śledztwa prowadzonego przez księcia raciborskiego Wiktora nie udało się znaleźć osoby, która wyjawiła tę informację.

## Legendy
Z terenami należącymi do rezerwatu związane są miejscowe legendy. Pierwsza związana jest z mostkiem, który nazywany jest diabelskim, bowiem miejscowa ludność widywała na nim utopca. Ten mały złośliwy stwór ukrywał się w tutejszych stawach i strudze Łęgoń. Okoliczni chłopi często słyszeli w pobliżu stawów wołania o pomoc. Kto nad brzegiem stawu zobaczył czarnego psa z dużymi zielonymi oczami był zgubiony, ponieważ zostawał wciągnięty do wody. Zawsze przed pierwszymi sianokosami młode dziewczęta udawały się do Łężczoka, aby zadowolić utopca. Gdy śpiewy i śmiech dziewcząt spodobały się stworowi, to woda nie podnosiła się w stawach i rzekach, a chłopi mogli przeprowadzić bez obaw pierwszy pokos. W przeciwnym wypadku wody w rzekach i stawach się piętrzyły przerywając śluzy, wały i tym samym zatapiały pola, wszystko niszcząc. Ulubioną zabawą utopca były żarty jakie wyprawiał pijanym parobkom, którzy wracali z zabaw w karczmach przez Łężczok. Zabawa polegała na tym, że pokazywał im w ciemnym lesie błędny ognik, prowadząc ich w przeciwnym kierunku, czasem zamieniał się w kłodę, która znajdowała się pod ich nogami, powodując upadek. Często widywano stwora jako olbrzymią kunę, która blokowała przejście między stawami.
Kolejna legenda związana jest z rosiczką, która rosła na grzęzawisku Łężczok, niedaleko wsi Nędza. Kiedy dwaj chłopcy przechodzili nieopodal tego miejsca, ukazała się im kobieta w czarnej, długiej sukni. Nieznajoma poprosiła chłopców o pomoc w uwolnieniu jej i poddanych. W zamian za pomoc obiecała im wielkie bogactwa. Chłopcy zgodzili się pomóc kobiecie. Nieznajoma opowiedziała im, że utonęła wraz ze swoim miastem w tym grzęzawisku i że jutro o tej samej porze przyniesie im w ustach klucz do bram tego miasta. Jedynym warunkiem, aby go otrzymać to to, że chłopcy nie mogli się bać. Następnego dnia wyszła kobieta w ramionach diabła, a otaczały ich wilki, koty i węże. Dwaj chłopcy powoli zbliżali się do kobiety, a zaginione miasto zaczęło się wyłaniać. Jednak gdy byli już bardzo blisko, przestraszyli się i uciekli czym prędzej. Miasto wraz z kobietą znów znikło.